# Mizuho Bank Uchisaiwaichō Head Office Building
Il Mizuho Bank Uchisaiwaichō Head Office Building (みずほ銀行内幸町本部ビル?, Mizuho Ginkō Uchisaiwaichō Honbu Biru) è un grattacielo alto 142,5 m a Tokyo, Giappone. Con i suoi 38 piani è il 138º edificio più alto di Tokyo. Contiene 134.974 m² di spazio per uffici, il 100% dei quali è ora occupato dalla Mizuho Bank, il ramo dell'attività bancaria al consumo del Mizuho Financial Group, il secondo conglomerato finanziario più grande del Giappone. A volte il grattacielo è chiamato ancora con il suo vecchio nome, DKB Head Office.
L'edificio fu costruito nel quartiere di Chiyoda, a Uchisaiwaichō, nel 1981, con il nome Dai-Ichi Kangyo Bank Head Office Building. Fu progettato dagli architetti Yoshinobu Ashihara & Partners e sviluppato dalla Shimizu Corporation, una delle "cinque grandi" società immobiliari del Giappone. La Dai-Ichi Kangyo Bank ("DKB") si fuse poi con la Fuji Bank e  la Industrial Bank of Japan nel 2000 per formare il Mizuho Financial Group.